# Öffentlicher Nahverkehr in Hameln-Pyrmont
Der öffentliche Nahverkehr in Hameln-Pyrmont wird durch die Öffis Nahverkehr Hameln-Pyrmont GmbH im Landkreis Hameln-Pyrmont betrieben. Die Geschichte des Nahverkehrs in Hameln-Pyrmont reicht bis in das Jahr 1895 zurück.
Die heutige Unternehmenszusammensetzung gibt es seit April 2019, seit 2025 firmiert die bisherige Regionalverkehr Hameln-Pyrmont GmbH (RHP) unter dem aktuellen Namen. Zuvor wurde der Nahverkehr in Hameln-Pyrmont außer vom PHP durch die Rattenfänger Reisen Bus und Touristik GmbH (RRH) und die Kraftverkehrsgesellschaft Hameln-Pyrmont mbH (KVG) betrieben. 2017 hatte die KVG den Verkehrsbetrieb der Stadtwerke Bad Pyrmont übernommen. Pro Jahr werden etwa 10 Mio. Fahrgäste befördert. Der Schienennahverkehr auf den Eisenbahnstrecken im Kreisgebiet wird durch die Unternehmen Regionalverkehre Start und Transdev Hannover betrieben und ist nicht in den Tarif einbezogen.

## Geschichte
Die Geschichte des Nahverkehrs in Hameln-Pyrmont reicht in das Jahr 1895 zurück. Seinerzeit hatten Magistrat und Geschäftsleute der Rattenfängerstadt Hameln eine Straßenbahnverbindung zwischen der Innenstadt und dem Hauptbahnhof ins Auge gefasst. Sie war als Zubringer zu einer geplanten Eisenbahnstrecke durch das Tal der Weser gedacht. Die Straßen der Altstadt von Hameln erwiesen sich aber als zu eng und die Weserbrücke nicht tragfähig genug für eine Straßenbahntrasse. Stattdessen kam es 1925 zur Gründung eines städtischen Busunternehmens, der Kraftverkehrsgesellschaft Hameln mbH (KVG). Im Mai des Jahres konnte die erste Linienverbindung in Hameln bedient werden.
Im Staatsbad Pyrmont setzten die Stadtwerke Bad Pyrmont ebenfalls im Jahre 1925 den ersten Linienbus ein. Bis dahin waren die Bürger und Kurgäste über 45 Jahre lang mit der als Pferdebahn betriebenen privaten Straßenbahn Bad Pyrmont befördert worden. Besonders aus dem Mittelzentrum Hameln heraus entwickelte sich noch im Gründungsjahr 1925 der Linienbusverkehr in die Region. Eine der ersten Überlandlinien verlief bis in die Münchhausenstadt Bodenwerder, weitere kamen hinzu. Der kontinuierliche Fortschritt und zunehmende Fahrgastzahlen wurden jedoch durch die Treibstoffknappheit und den Ersatzteilmangel während der Kriegsjahre gebremst.
Nach 1945 reichten die verbliebenen Fahrzeuge kaum für die Erfüllung aller Beförderungswünsche aus. Der Wohnungs- und Eigenheimbau außerhalb der Kernstadt ließ das Liniennetz in den sechziger Jahren wachsen. Die Fahrgastzahlen wuchsen jedoch nicht mit, denn wer es sich leisten konnte, nutzte das Auto. Die Ergebnisse des Nahverkehrs rutschten ins Defizit.
Der Nahverkehr in Hameln-Pyrmont reagierte auf den Kostendruck: Die Gründung von Tarifgemeinschaften zwischen der KVG und anderen Nahverkehrsunternehmen reicht in das Jahr 1974 zurück. Mit der Einrichtung einer Mobilitätszentrale Hameln-Pyrmont (1991) war der entscheidende Schritt zum modernen Dienstleister vollzogen. Für die Zeiten mit schwacher Nachfrage wurde in Hameln der Anruf-Sammeltaxen-Verkehr (AST) kreiert. Er gilt bis heute als Vorbild für die gesamte Bundesrepublik. Als bundesweit erster Landkreis war Hameln-Pyrmont Ende 1993 flächendeckend mit dieser differenzierten Verkehrsform erschlossen. Weitere Angebote folgten, wie er Anruf-Linienverkehr (ALF) und der Homebus.
Im Nahverkehr Hameln-Pyrmont gilt seit 1994 ein Gemeinschaftstarif zwischen der Kraftverkehrsgesellschaft Hameln mbH, der Verkehrsgesellschaft Hameln-Pyrmont mbH und den Stadtwerken Bad Pyrmont. Darüber hinaus kooperieren die Verkehrsunternehmen unter Einbeziehung der Rattenfänger Reisen Bus und Touristik GmbH und der Regionalverkehr Hameln-Pyrmont GmbH in vielen anderen Bereichen (Dienstplan, Fahrzeugeinsatz, Betriebshofnutzung u. a.) sehr eng. In diese Zusammenarbeit waren die hiesigen privaten Verkehrsunternehmen mit eingeschlossen.
Im Jahre 2017 fusionierten die damals noch vier Unternehmen. Die Regionalverkehr Hameln-Pyrmont GmbH (RHP) und die Verkehrsgesellschaft Hameln-Pyrmont GmbH (VHP) verblieben. Durch eine weitere Fusion im Jahre 2019 verschmolzen die Unternehmen. Die Verkehrsgesellschaft Hameln-Pyrmont GmbH (VHP) verblieb. Somit wurden aus damals vier Unternehmen, eins. Seit dem 1. Januar 2025 firmiert die Verkehrsgesellschaft Hameln-Pyrmont GmbH (VHP) als Öffis Nahverkehr Hameln-Pyrmont GmbH.

## Umweltaspekt
Busse sind weitaus ressourcenschonender und weniger klimaschädigend als der motorisierte Individualverkehr. Der Kraftstoffverbrauch in einem durchschnittlich mit 16 Personen besetzten Linienbus beträgt rund 2 Liter auf 100 km pro Person. Der Kraftstoffverbrauch eines PKWs hingegen liegt bei mindestens 6,5 Liter auf 100 km und wird im Durchschnitt nur von 1,5 Personen genutzt. Somit ist hier der Anteil des Kraftstoffverbrauchs pro Person bereits um knapp 24 % höher. Seit 2018 werden in Hameln ausschließlich Fahrzeuge mit einem Hybridantrieb angeschafft. Hierbei handelt es sich um einen sogenannten „Mild-Hybridantrieb“. Der 14-kW-Elektromotor generiert Energie beim Ausrollen und Bremsen. Beim Anfahren – der Verbrauchsspitze an Kraftstoff – schaltet sich der Elektromotor automatisch dazu und unterstützt somit den kraftstoffbedingten Antrieb. Der Kraftstoffverbrauch wird so um durchschnittlich 8,5 %, im Stadtverkehr bis zu 10 % gesenkt. Daraus resultieren Einsparungen von über 200.000 Liter Kraftstoff auf die Laufzeit aller sieben Mild-Hybridbusse hochgerechnet. Des Weiteren werden in den Jahren 2019, 2020, 2021 und 2022 weitere Hybridbusse angeschafft. Außerdem werden Bedarfsverkehre eingerichtet, welche dafür sorgen, dass kein „großer“ Bus ohne Fahrgäste eine Linie abfährt.

## Tarif
Im Rahmen einer Tarifreform wurden im Jahre 2017 die Ticketpreise erheblich gesenkt. Es sollte eine höhere Nutzung des ÖPNV in Hameln-Pyrmont erreicht werden. Hierzu wurden die Fahrpreise um 36 % gesenkt und das Fahrtenangebot um 15 % angehoben. Mit Hilfe des „City-Takt 30“ wird ein halbstündiger Takt der Stadtbuslinien erreicht. Des Weiteren ermöglicht der City-Takt 60 eine stündliche Erreichbarkeit weiter entfernter Ziele. Durch eine Abstimmung der Fahrpläne wird der City-Takt 15 erreicht, welcher dafür sorgt, dass mindestens jede 15 Minuten ein Bus die Fahrt zwischen Bahnhof und City/Pfortmühle ermöglicht. Teilweise ist der Takt hier noch dichter. Ein Beispiel für die Tarifreform ist, dass eine Monatskarte, welche zuvor 86,80 € gekostet hat, nun nur noch 25 € kostet und einen größeren Bereich abdeckt. Des Weiteren wurden die Möglichkeiten zur Personenmitnahme ausgeweitet. Zusätzlich zu Kinderwagen und Rollatoren, können auch Fahrräder und Hunde kostenlos mitgenommen werden. Das Niedersachsenticket, Die Bahncard 100 (im Nahbereich Hameln) und Einzelfahrscheine im Niedersachsentarif (im Nahbereich des Bahnhofs) werden ohne Aufpreis anerkannt. Der Preis einer Einzelfahrt wurde von 2,40 € auf 2 € gesenkt und die Gültigkeit ausgeweitet. Zudem wurden die Preise gerundet, sodass Kleingeld entfällt und Zahlungsvorgänge schneller abgewickelt werden können. Im Abonnement kostet eine Einzelfahrt 0,93 €. Bereits im ersten Monat verdreifachte sich die Zahl der verkauften Monatskarten und Abonnements, während die Zahl der Einzelfahrkarten stark abnahm. Befragungen ergaben einen Neukundenanteil von rund 20 Prozent. Die heute ist eine Steigung der Fahrgastzahlen um ca. 20 % zu verzeichnen. Dieser Wert liegt deutlich über dem Branchendurchschnitt. Zum Fahrplanwechsel 2020 wurde die Wochenkarte und die Tageskarte der PS13 aus dem Sortiment genommen, da Diese schwach nachgefragt wurden und somit das Ticketsortiment vereinfacht wurde.
Einzelfahrkarten, Gruppentickets, Sammeltickets und das Niedersachsen-Ticket können im Bus erworben werden. Monatskarten sind nur im Reisezentrum oder in einer der Vorverkaufsstellen in Hameln-Pyrmont zu erwerben.
Weiterhin gibt es in Hameln-Pyrmont die Besonderheit, dass es keine Entwerter in den Bussen gibt, da es keine entwertbaren Tickets gibt.

## Buslinien
Der Nahverkehr betreibt 55 Buslinien in und um Hameln. Diese sind in sechs Stadtbuslinien des „City-Takts“ und 21 Regionalbuslinien aufgeteilt. Außerdem gibt es fünf Bürgerbuslinien, sechs Rufbuslinien, sechs Linien des Freizeitnetzes, welche abends, samstags, sonn- und feiertags verkehren und zwei Anruf-Sammeltaxilinien.
| Linie | Linienverlauf | Betreiber |
| ----- | --- | --------- |
| 1     | Hilligsfeld / Hottenbergsfeld – Rohrsen – Bahnhof – Stadtmitte – Eichbreite – Rotenberg Ost                           | Öffis     |
| 2     | Zeisigbusch – Bahnhof – Stadtmitte – Hohes Feld – Friedhof Wehl                                                       | Öffis     |
| 3     | Klein Berkel – Stadtmitte – Bahnhof – Afferde                                                                         | Öffis     |
| 4     | Einsteinstraße - Friedhof Wehl – Basbergstraße – Bahnhof – Stadtmitte – Kreuzfeld – Haverbeck – Halvestorf / Klüthang | Öffis     |
| 5     | Welliehausen – Holtensen – Stadtmitte – Bahnhof – Tündern – Hagenohsen – Kirchohsen                                   | Öffis     |
| 6     | Voremberg – Hastenbeck – Afferde – Bahnhof – Stadtmitte – Klein Berkel – Groß Berkel                                  | Öffis     |

| Linie | Linienverlauf                                            | Betreiber |
| ----- | -------------------------------------------------------- | --------- |
| 61    | Bahnhof – Stadtmitte – Holzhausen – Stadtmitte – Bahnhof | Öffis     |
| 62    | Bahnhof – Stadtmitte – Holzhausen – Stadtmitte – Bahnhof | Öffis     |
| 63    | Stadtwerke – Nordstadt – Stadtmitte – Stadtwerke         | Öffis     |

| Linie    | Linienverlauf                                                                                               | Betreiber |
| -------- | --- | --------- |
| 10       | Hameln – Hachmühlen – Bad Münder – Bakede – Böbber / Eimbeckhausen / Schmarrie                              | Öffis     |
| 15/R15*  | Hameln – Herkensen – Klein Süntel – Brullsen – Bad Münder                                                   | Öffis     |
| 17       | Springe – Bad Münder – Bakede – Rohrsen / Böbber                                                            | Öffis     |
| 18       | Springe – Bad Münder – Eimbeckhausen                                                                        | Öffis     |
| 20       | Hameln – Fischbeck – Hess. Oldendorf – Kleinenwieden                                                        | Öffis     |
| 21       | Bahnhof – Kreuzfeld – Haverbeck – Halvestorf                                                                | Öffis     |
| 22       | Bahnhof – Zeisigbusch – Schulzentrum Nord – Wehrbergen – Wehler Weg                                         | Öffis     |
| 23/R23*  | Fischbeck – Höfingen – Pötzen – Zersen / Krückeberg – Hess. Oldendorf                                       | Öffis     |
| 24/R24*  | Wahrendahl – Hemeringen / Friedrichsburg – Fuhlen – Hess. Oldendorf                                         | Öffis     |
| 25       | Hameln – Fischbeck – Höfingen – Pötzen – Hess. Oldendorf                                                    | Öffis     |
| 27/R27*  | Kleinenwieden / Langenfeld – Rohden / Barksen – Hess. Oldendorf                                             | Öffis     |
| 28/R28*  | Hameln – Haverbeck – Hemeringen – Rumbeck                                                                   | Öffis     |
| 30       | Hameln – (Wangelister Feld) – Groß Berkel – Aerzen – Bad Pyrmont / Amelgatzen / Reinerbeck                  | Öffis     |
| 34       | Hameln / Aerzen – Groß Berkel – Grupenhagen – Egge                                                          | Öffis     |
| 35       | Groß Berkel – Klein Berkel – Schulzentrum West / Nord                                                       | Öffis     |
| 37       | Aerzen – Groß Berkel – Dehmke – Dehmkerbrock – Hope                                                         | Öffis     |
| 38       | Aerzen – Ahorn – Reinerbeck – Reine – Reher                                                                 | Öffis     |
| 39       | Schüler-Sonderlinie: Rodenbeck – Dehmke / Grupenhagen / Laatzen – Groß Berkel – Aerzen                      | Öffis     |
| 40       | Hameln – Ohr – Kirchohsen – Welsede – Ottenstein / Bad Pyrmont                                              | Öffis     |
| 43       | Kirchohsen – Voremberg – Völkerhausen – Börry                                                               | Öffis     |
| 44       | Hameln / Kirchohsen – Börry – Esperde                                                                       | Öffis     |
| R44*     | Rufbus Ilsetal                                                                                              | Öffis     |
| 45       | Kirchohsen – Welsede – Lüntorf – Grohnde – Kirchohsen                                                       | Öffis     |
| 50       | Hameln – Diedersen – Bisperode – Coppenbrügge – Lauenstein – Salzhemmendorf – Thüste                        | Öffis     |
| 51       | Hameln – Hastenbeck – Voremberg – Bisperode – Harderode – Halle – Bodenwerder                               | Öffis     |
| 52       | Bad Münder – Brullsen – Brünnighausen – Coppenbrügge – Voldagsen – Lauenstein – Salzhemmendorf              | Öffis     |
| 53       | Klein Süntel – Hohnsen – Coppenbrügge – Salzhemmendorf                                                      | Öffis     |
| 54       | Coppenbrügge – Herkensen – Bisperode – Lauenstein – Salzhemmendorf                                          | Öffis     |
| 59       | Schüler-Sonderlinie: Hehlen – Bodenwerder / Heyen – Harderode – Salzhemmendorf                              | Öffis     |
| 64       | Thüste - Duingen - Alfeld                                                                                   | RVHI      |
| 71       | Quanthof - Rasti-Land – Benstorf - Osterwald – Oldendorf – Salzhemmendorf                                   | Öffis     |
| 72       | Thüste – Wallensen – Salzhemmendorf                                                                         | Öffis     |
| 79       | Schüler-Sonderlinie: Esbeck / Elze – Salzhemmendorf                                                         | Öffis     |
| 179      | Schüler-Sonderlinie: Salzhemmendorf – CJD-Schule Elze                                                       | Öffis     |
| 522      | Bodenwerder - Hehlen - Grohnde - Emmerthal - Hameln                                                         | RBB       |
| 524      | Holzminden - Stahle - Polle - Vahlbruch - Ottenstein - Gleesse - Baarsen - Kleinenberg - Bad Pyrmont        | RBB       |
| 562      | Barsinghausen - Egestorf - Nienstedt                                                                        | regiobus  |
| 700      | Bad Pyrmont - Löwensen - Hagen - Eschenbruch - Barntrup - Bega - Humfeld - Dörentrup - Lemgo                | Köhne     |
| 732      | Bad Pyrmont - Lügde - Schieder - Blomberg - Istrup - Großenmarpe - Donop - Voßheide - Brake (Lippe) - Lemgo | Köhne     |
| 761      | Bad Pyrmont - Lügde - Blankenburg - Sabbenhausen - Wörderfeld - Hummersen - Niese - Rischenau               | Köhne     |
| 809      | Barntrup - Sonneborn - Reinerbeck                                                                           | Köhne     |
| 812      | Rinteln - Engern - Steinbergen - Westendorf - Kohlenstedt - Deckbergen - Schaumburg - Hessisch Oldendorf    | Köhne     |
| 834      | Bösingfeld - Grupenhagen                                                                                    | Köhne     |
| 2022     | Rinteln - Exten - Uchtdorf - Wennekamp - Friedrichsburg - Klein Heßlingen - Heßlingen                       | SVG       |
| 2024     | Rinteln - Exten - Hohenrode - Rumbeck                                                                       | SVG       |
| 2602/542 | Eimbeckhausen - Lauenau - Rodenberg - Bad Nenndorf - Haste                                                  | SVG       |

Abschnitte außerhalb des Landkreises Hameln-Pyrmont sind kursiv dargestellt
- *Rufbuslinien

| Linie | Linienführung | Betreiber |
| ----- | --- | --------- |
| 91    | Afferde – Bahnhof – Stadtmitte – Woltemathestraße – Rotenberg Ost                                                                                       | Öffis     |
| 92    | Welliehausen - Basbergstraße - Bahnhof - Stadtmitte - Wehrberger Straße - Einsteinstraße                                                                | Öffis     |
| 93    | Bahnhof – Stadtmitte – Klein Berkel | Öffis     |
| 94    | Hastenbeck – Tündern – Bahnhof – Stadtmitte – Kreuzfeld – Haverbeck – Halvestorf                                                                        | Öffis     |
| 95    | Klüthang – Stadtmitte – Bahnhof – Zeisigbusch | Öffis     |
| 96    | Hilligsfeld - Rohrsen - Bahnhof - Stadtmitte - Wehrberger Straße - Rotenberg Ost                                                                        | Öffis     |
| 792   | „Touristik Linie“ Bad Pyrmont - Lügde - Schieder - Wöbbel - Belle - Bad Meinberg - Horn - Holzhausen - Berlebeck - Heiligenkirchen - Hiddesen - Detmold | Köhne     |

Abschnitte außerhalb des Landkreises Hameln-Pyrmont sind kursiv dargestellt
| Linie | Gemeinde       | Linienführung                                                                          |
| ----- | -------------- | -------------------------------------------------------------------------------------- |
| B16   | Bad Münder     | Bad Münder, Am Deisterbahnhof – Bad Münder, Ziegenbuche                                |
| B52   | Coppenbrügge   | Coppenbrügge – Brünnighausen – Bäntorf – Hohnsen – Krankenhaus Lindenbrunn / Voldagsen |
| B54   | Coppenbrügge   | Coppenbrügge – Bisperode – Krankenhaus Lindenbrunn                                     |
| B71   | Salzhemmendorf | Osterwald - Oldendorf - Lauenstein - Salzhemmendorf                                    |
| B72   | Salzhemmendorf | Thüste - Wallensen - Salzhemmendorf                                                    |

| Linie | Ort         |
| ----- | ----------- |
| AST   | Hameln      |
| AST   | Bad Pyrmont |

weiterhin gibt es in den Abendstunden einzelne Fahrten in unterschiedliche Richtungen des Landkreises

## Freizeitbusse
Die Freizeitbusse verkehren werktags ab ca. 18 Uhr bis ca. 21 Uhr. Des Weiteren verkehren sie ganztags am Samstag, Sonntag und an Feiertagen. Da in diesen Zeiten keine hohe Nachfrage herrscht, wie zu den Zeiten, in welchen die normalen Linien fahren, fahren diese Linien die Haltestellen anderer Linien kombiniert und mit Einsparungen ab. Zum Beispiel werden die Linien 4-6 zur Linie 94 zusammengefasst. Das Freizeitnetz kommt daher auch mit weniger Fahrpersonal aus.

## ÖPNV-Sonderformen

### Bürgerbus
Bürgerbusse werden von Bürgern des Ortes gefahren, in welchem der Bus verkehrt. Hierzu ist ausschließlich ein Personenbeförderungsschein notwendig, da es sich um Kleinbusse handelt, welche auch ohne Busführerschein (D-Klasse) gefahren werden können.
Diese finden im Landkreis Hameln-Pyrmont Anwendung in den Gemeinden Bad Münder, Coppenbrügge und Salzhemmendorf.

### Rufbus
2018 wurde erstmals ein Versuchskonzept, namens „Rufbus“ gestartet, welcher die Dörfer im Ilsetal der Gemeinde Emmerthal abdecken soll. Da die Dörfer keine geregelte und direkte Linienführung zulassen hat man sich für dieses Konzept entschieden, um Fahrgäste schneller an ihr Ziel zu bringen. Um von den Dörfern abzureisen, muss der Fahrtwunsch mindestens eine halbe Stunde vor Fahrtantritt angemeldet werden. Der Fahrer erhält den Fahrtwunsch auf ein Mobiltelefon und holt den Fahrgast auf dem direkten Weg ab. Bei Fahrten in die Dörfer, kann ohne Anmeldung eingestiegen werden. Man muss dem Fahrer lediglich mitteilen, wohin man fahren möchte. Der Rufbus verkehrt somit bedarfsorientiert, ist aber an einen Fahrplan gebunden, sodass Anschlüsse auf andere Busse gewährleistet werden können. Außerdem ersetzt der Rufbus die Linien 43 und 44 welche nur noch zu Schwerlastzeiten verkehren. Zum Fahrplanwechsel am 5. Februar 2020 wurde der Rufbus auch in Hessisch Oldendorf eingeführt und bedient somit anstatt „normale“ Linienfahrten die Ortsteile von Hessisch Oldendorf. Die Vorgehensweise ist nahezu dieselbe. Der Schulverkehr blieb dabei nahezu unangetastet. Wiederum zum Fahrplanwechsel 2020 wurde der Rufbus Bad Münder eingeführt, um die westlichen Ortschaften besser anzubinden und das Angebot zu verbessern.

### Anruf-Sammel-Taxi (AST)
Beim sogenannten „AST“ handelt es sich um ein normales Taxi. Jedoch tritt hier nicht der Taxitarif, sondern der normale Nahverkehrstarif in Kraft. Da zu den Zeiten, in welchen das Anruf-Sammel-Taxi verkehrt, das Fahrgastaufkommen minimal ist, können hier normale PKW genutzt werden. Außerdem muss die Fahrt mindestens eine Stunde vor Fahrtantritt angemeldet werden.

## Öffis Dialog
Der Öffis Dialog ist ein telefonischer Kundenservice. Interessierte können hier zwischen 5:00 und 22:00 Uhr Fragen stellen. Es werden Tarif- und Fahrplanauskünfte gegeben, AST- und Rufbusbuchungen angenommen, Gruppenfahrten angemeldet sowie Lob und Kritik bearbeitet. Der Öffis Dialog unter der heutigen Rufnummer 05151 788988 war die erste Mobilitätszentrale ihrer Art. Sie entstand zwischen 1990 und 1991 im Rahmen eines EG-Forschungsprojektes und war damals Vorbild für die Entwicklung von Mobilitätszentralen in anderen Städten.

## Öffis Kundencenter
Persönlichen Kundenservice findet man im Bahnhofsgebäude in Hameln. Die Deutsche Bahn und „die Öffis“, wie der ÖPNV in Hameln-Pyrmont umgangssprachlich genannt wird, bieten gemeinsam Fahrplan- und Tarifauskünfte für die Fahrgäste an. Zwischen 7:15 und 16:00 Uhr können auch Kundenkarten beantragt, Zeitkarten für „die Öffis“ und den GVH sowie Einzelfahrten der Bahn im Nahverkehr erworben werden. Außerdem werden hier Fundsachen ausgegeben und Monats-Parkkarten für das Parkhaus am Bahnhof verkauft.

## Zentrale Umsteigepunkte
Hameln verfügt über zwei große Umsteigepunkte: Den Bahnhof Hameln und die Haltestelle „City/Pfortmühle“ – ein Busbahnhof direkt in der Innenstadt, neben der Stadtgalerie.

### Bahnhof Hameln

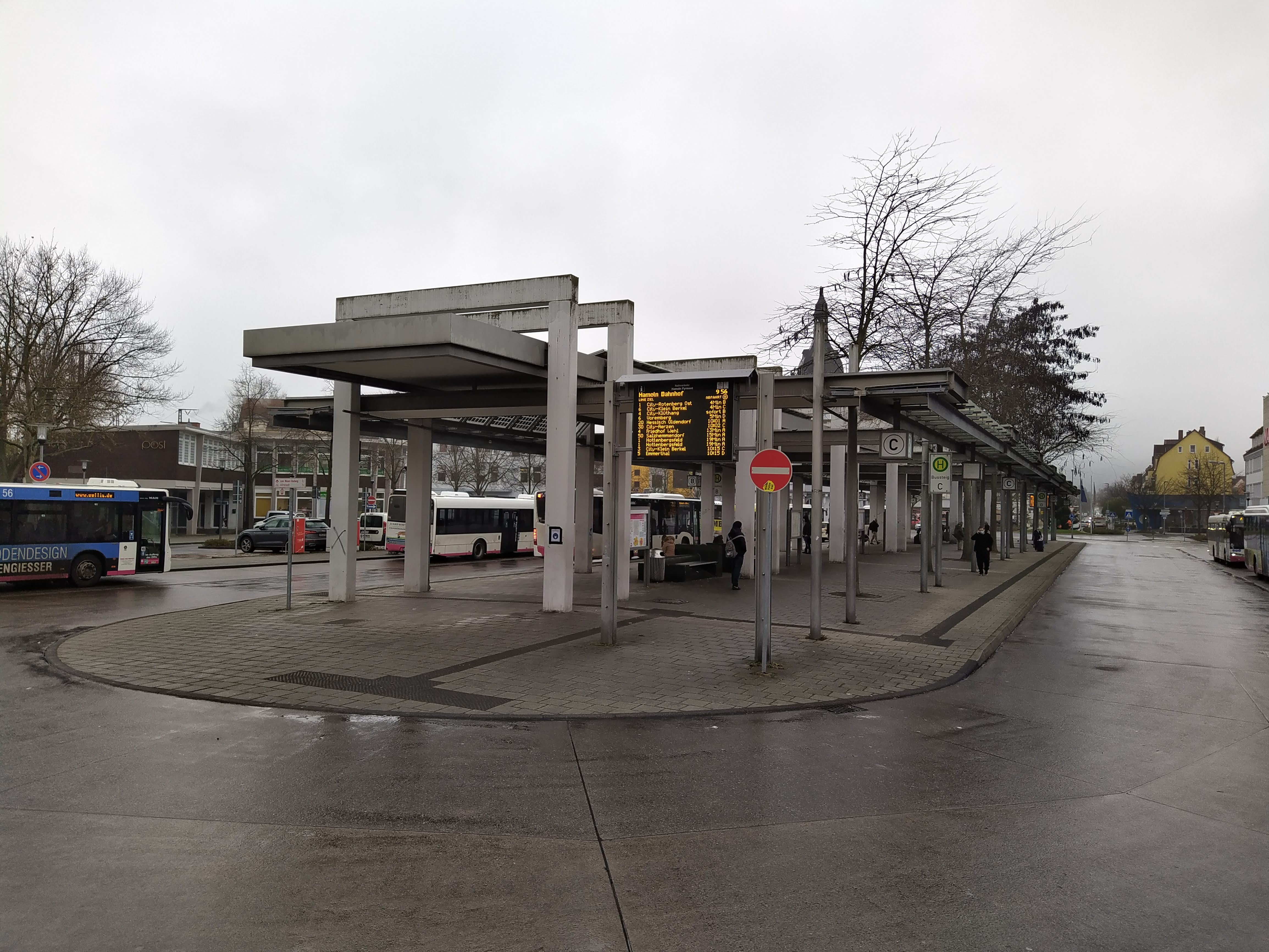
Haltestelle „Hameln, Bahnhof“ auf dem Bahnhofsvorplatz

Die Haltestelle „Hameln, Bahnhof“ verfügt über vier, mit den Buchstaben A–D gekennzeichnete, Haltestellenbereiche. Hier verkehren die Linien 1-6 (91-96), 10, 15, 20, 25, 28, 30, 34, 40, 44, 50, 51 und 522. Ein spezielles „Rendevouz-System“ wie es in Minden Anwendung findet, gibt es hier nicht, da die meisten Linien im 30-Minuten-Takt verkehren.

### City/Pfortmühle

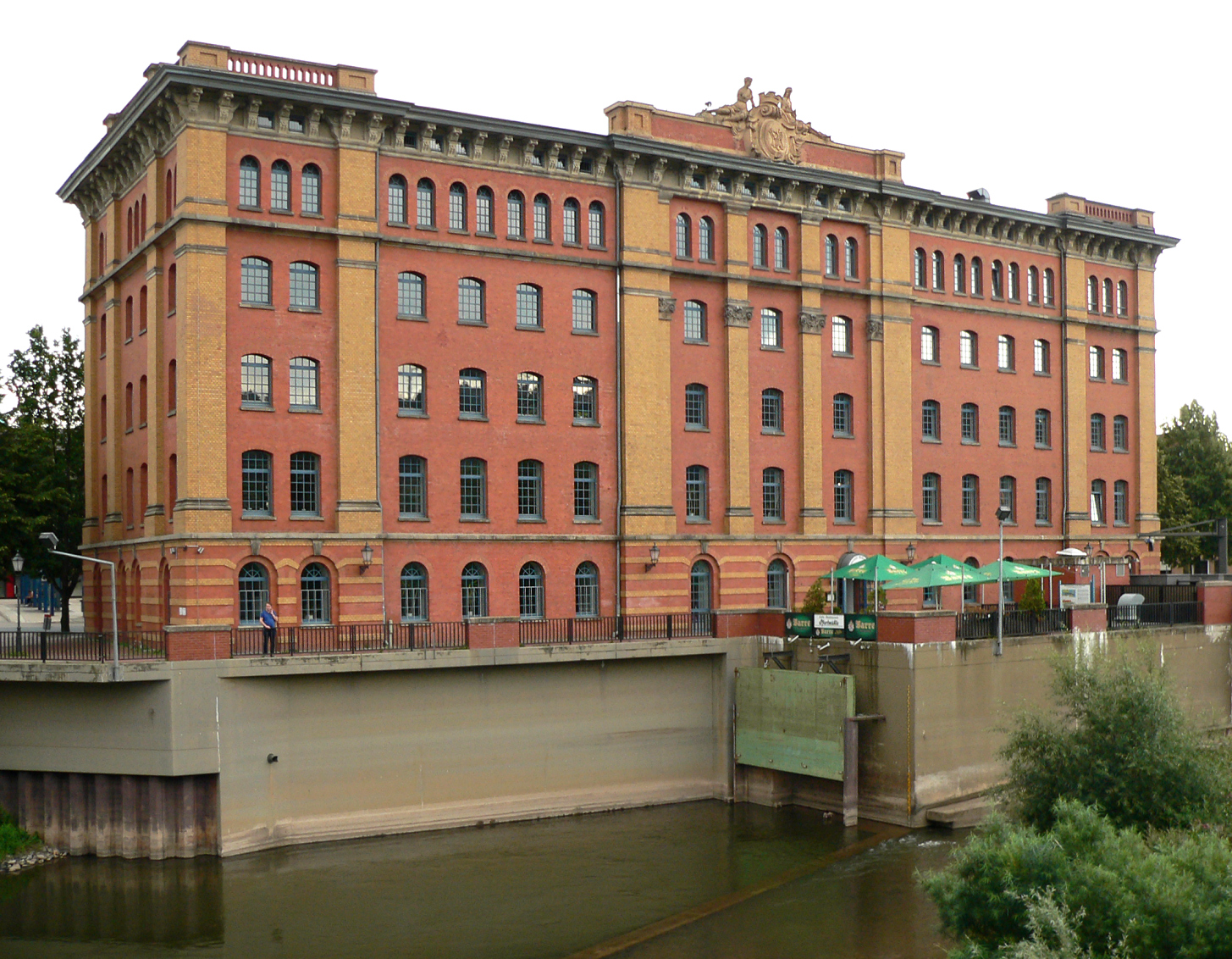
Dieses Gebäude ist der Namensgeber für die Haltestelle „City-Pfortmühle“

Die Haltestelle „City/Pfortmühle“ verfügt über drei, mit den Buchstaben A–C gekennzeichnete, Haltestellenbereiche. Hier verkehren die Linien 1-6 (91-96), 21, 28, 30 und 34. Die Haltestelle verdankt ihren Namen der bereits im Jahr 1405 an der Fischpforte erbauten Pfortmühle, die ursprünglich im Besitz der Stadt war. Die Haltestelle befindet sich direkt neben der Stadtgalerie Hameln und bietet kurze Wege in die Innenstadt.

## Modernität und Digitalisierung

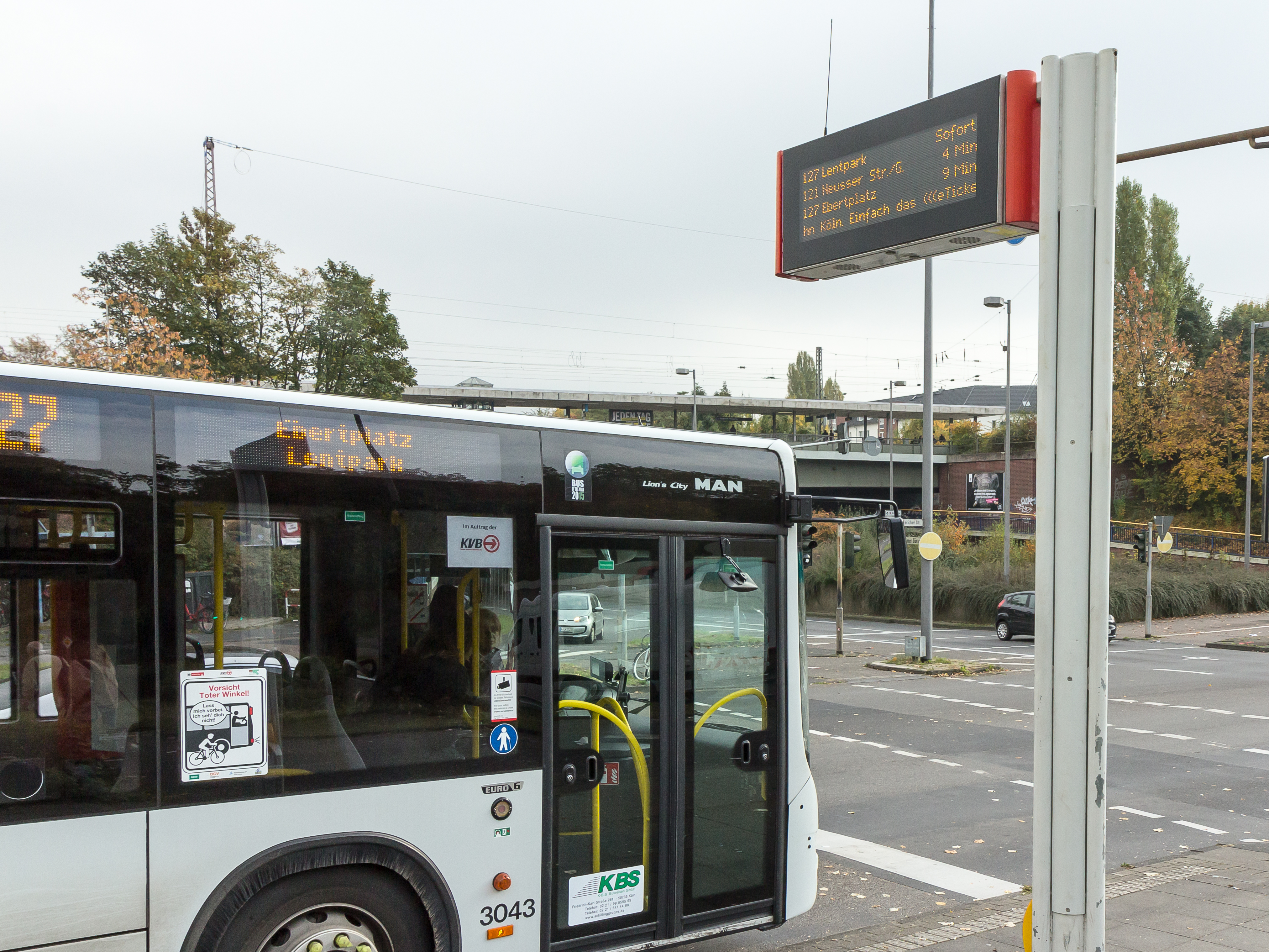
Beispiel für eine DFi

- Jedes Jahr werden neue, moderne Busse nach Abgasnorm Euro 6 angeschafft
- Die Busse der Subunternehmer haben das gleiche Design, wie die Busse der Öffis
- Die Dienstkleidung der Fahrer ist ebenfalls identisch
- Moderne DFis (Dynamische Fahrgastinformation)
- ÖPNV-Bevorrechtigung
- Professionelle Haltestellenansagen und -anzeigen
- Tarifreform 2017

### Moderne DFis (Dynamische Fahrgastinformation)
In Hameln befinden sich innerstädtisch viele sowie in umländischen Orten einige Monitore der Dynamischen Fahrgastinformation. Diese sind quasi ein Abfahrtsmonitor, welcher die nächsten Linien anzeigt, welche an dieser Haltestelle abfahren. Es werden die Linien mit Fahrtziel und Ist-Zeiten, in welcher der Bus die Haltestelle erreicht, angegeben. Das heißt: Es ist 14:19 Uhr, der Bus soll um 14:21 Uhr abfahren, hat aber eine Verspätung von 2 Minuten. So wird nicht „in 2 Minuten“ (Soll-Zeit), sondern „in 4 Minuten“ (Ist-Zeit) angegeben. An den Haltestellen „Hameln, Bahnhof“ und „City/Pfortmühle“ verfügen die großen LED-Anzeigen über 12 Zeilen. Des Weiteren gibt es an Haltestellen, die von weniger Linien bedient werden, kleine Anzeigen mit vier Zeilen.
Des Weiteren können bei Unregelmäßigkeiten, Sonder-, Hüpf- und Zusatztexte angezeigt werden.

### ÖPNV-Bevorrechtigung
Die ÖPNV-Bevorrechtigung dient dazu, den Fahrplan besser einhalten zu können und den Bussen Vorfahrt vor dem Individualverkehr gewähren zu können.
in Hameln treten zwei Arten von ÖPNV-Bevorrechtigung auf:
- Busschleuse
- Vorrangschaltungen an Ampelkreuzungen

#### Busschleuse
Die Busschleuse kann an Bushaltestellen oder am Ende eines Busfahrstreifens eingerichtet werden. Im Abstand von mindestens 30 Metern vor dem Knotenpunkt wird eine zweite Ampel aufgestellt; der Zwischenraum dient der Einfädelung der Busse vor den Individualverkehr.
In Hameln gibt es am Kastanienwall, Haltestelle „Grüner Reiter“ eine Busschleuse. Der Bus hält auf einem gesonderten Fahrstreifen, rechts neben drei Spuren für den Individualverkehr. Da viele Linien unmittelbar nach der Haltestelle links abbiegen müssen, müssen sie die Fahrspuren des Individualverkehrs kreuzen, was zu sehr gefährlichen Situationen führen kann. Diese Situation wird durch die Busschleuse aufgehoben. Einige Meter vor der eigentlichen Ampel für die Kreuzung, welche unmittelbar nach der Haltestelle folgt, befindet sich eine weitere Ampel. Der Individualverkehr wird angehalten und die Busse können die Spuren kreuzen und sich an der Kreuzung positionieren, um links abzubiegen.

#### Vorrangschaltungen an Ampelkreuzungen

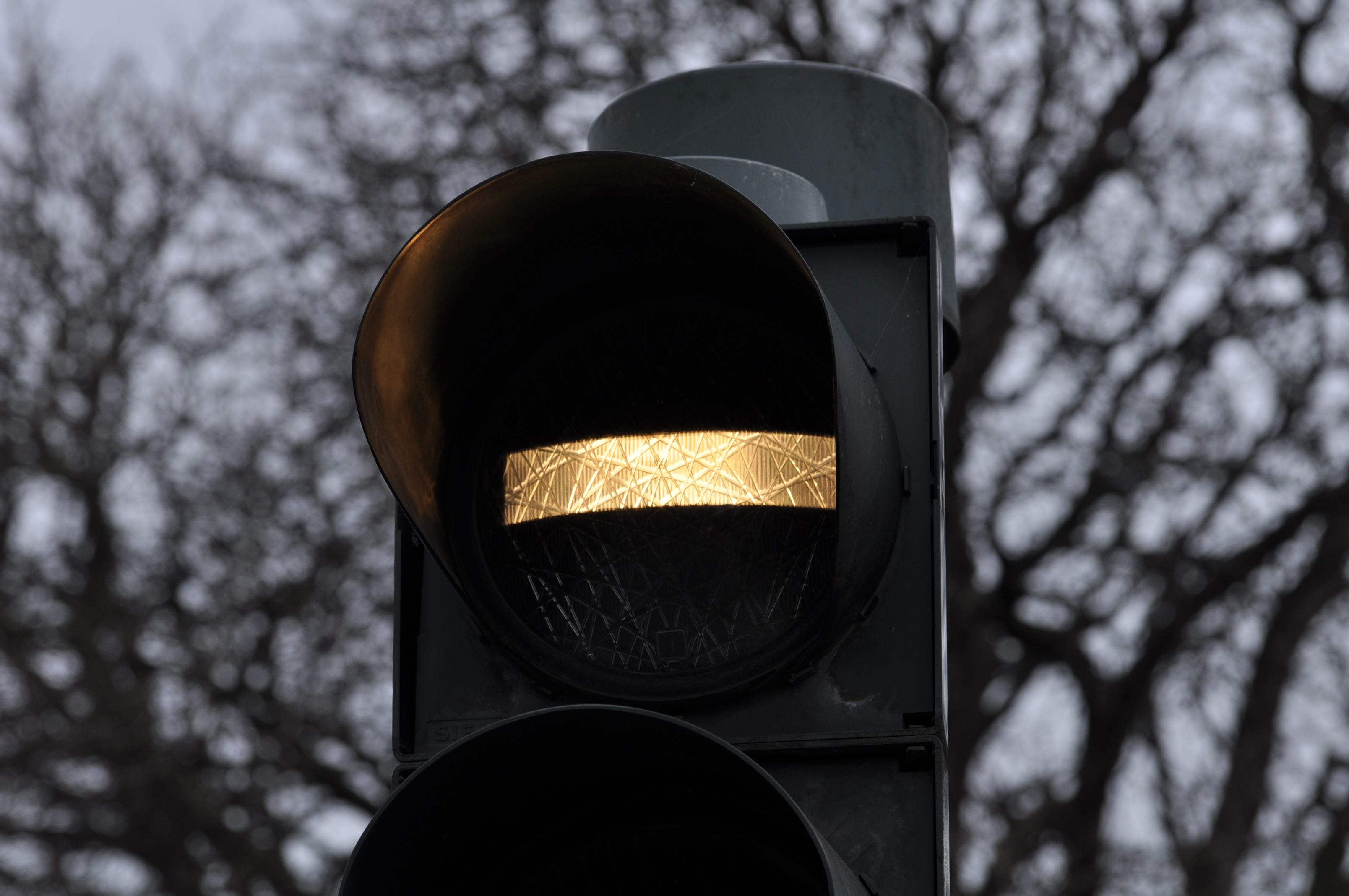
Vorrangschaltung

Bei dieser Form der Bevorrechtigung befindet sich eine Haltestelle unmittelbar vor dem Lichtzeichen der Ampel. Neben der Ampel für den Individualverkehr existiert eine Busampel, welche den Bussen wenige Sekunden vor dem Individualverkehr „Grün“" erteilt. Der Bus verlässt somit vor dem Individualverkehr die Kreuzung und kann so seinen Fahrplan besser einhalten.
Die Busse in Hameln verfügen über die Funktion die Ampelphasen an einigen wichtigen Ampelkreuzungen beeinflussen zu können. Dies wurde jedoch auf ein Minimum beschränkt, da es den Individualverkehr zu sehr verlangsamen würde, wenn der ÖPNV eine zu hohe Priorität hätte. Jedoch bleiben die Ampeln etwa ein paar Sekunden lang länger Grün oder sind ein wenig kürzer Rot. Außerdem sorgen die Sondersignale für den gewünschten Effekt der „ÖPNV-Priorisierung“.

## Unternehmen und Subunternehmen
- Öffis Nahverkehr Hameln-Pyrmont GmbH
  - Weserbergland-Bus GmbH, Bodenwerder
    - Omnibusbetrieb Heinrich Müller, Auetal
    - Reisedienst Neumann GmbH, Bodenwerder
    - Sonnental-Reisen GmbH, Hessisch Oldendorf
    - Tebbe Bus-Service GmbH, Hessisch Oldendorf
    - Weihrauch Verkehrsgesellschaft mbH, Alfeld

  - Regionalbus Braunschweig GmbH, Hamburg
    - Held - Reisen, Hessisch Oldendorf

  - Herter - Reisen, Hameln

## Webpräsenz/Social Media
Der Nahverkehr in Hameln-Pyrmont ist unter dem Namen „Die Öffis“ bekannt. Unter diesem Namen wird die Website der Verkehrsgesellschaft betrieben, die auch über Änderungen des Betriebsablaufes informiert. Außerdem wird ein gleichnamiger Facebookkanal betrieben. Fahrgäste können sich außerdem in der „Meine Öffis“-App über Fahrpläne informieren und die Rufbusse buchen. Seit August 2020 wird außerdem ein Instagram-Account betrieben.

## Fahrzeugaufteilung
| Art des Omnibusses    | Öffis | Partnerunternehmen | Insgesamt |
| --------------------- | ----- | ------------------ | --------- |
| Solobusse             | 53    | 53                 | 106       |
| Gelenkbusse           | 18    | 0                  | 18        |
| Minibusse             | 6     | 6                  | 12        |
| Insgesamt             | 78    | 53                 | 140       |
| davon Niederflurbusse | 77    | 53                 | 139       |

| EuroNorm   | Öffis | Partnerunternehmen | Insgesamt |
| ---------- | ----- | ------------------ | --------- |
| EuroNorm 3 | 0     | 3                  | 3         |
| EuroNorm 4 | 0     | 0                  | 0         |
| EuroNorm 5 | 10    | 9                  | 19        |
| EuroNorm 6 | 68    | 42                 | 110       |

Anzahl Fahrzeuge (Stand 21. März 2025)
Demnach entsprechen rund 93 % der Busse mindestens EuroNorm 5 (Stand: 1. Januar 2024).